# Akragaszi Fálarisz
Akragaszi Fálarisz (ógörögül: Φάλαρις, Rhodoszi Leodamasz fia)  mintegy Kr. e. 570 - 555  a görög kolónia Akragasz (a mai Agrigento / Szicília) türannisza volt.   .
Míg Arisztotelész szerint Fálarisz a strategos autokrator hivatalából jutott a türannosz rangjába, Polyainos szerint mégis megelőzőleg a Zeusz Polieus templom megépítésével volt megbízva. Ő azonban ezt a megbizatást, amely pénzt és munkásokat biztosított számára, arra használta, hogy zsoldosokkal és felfegyverzett foglyokkal puccsot hajtson végre. Kihasználta a város egyik ünnepét és csapatával megtámadta a polgárokat, majd türannisszá tette önmagát.
Zsoldosai segítségével ettől kezdve uralkodott a város felett és sikeres hadjáratokat folytatott a szikániak ellen. Tizenhat évig tartó uralmát végül összeesküvés törte meg.
Fálarisz a feljegyzések szerint példaképe a kegyetlen türannosznak. Mindenekelőtt létezik egy monda bronz bikáról, amit Perilaosz Fálarisz részére készített. Ennek a kínzóeszköznek a lényege volt, hogy egy üreges bikaszoborba zárták a kivégzendő személyt, majd tüzet gyújtottak a szobor alatt, így az illető gyakorlatilag élve megsült. A szoborban elhelyezett kürtnek köszönhetően a kivégzés áldozatának fájdalmas kiáltása a bika bőgéseként volt hallható. Fálarisz első ilyen áldozata állítólag maga a bikát megalkotó művész volt.
Diodórosz arról tudósít, hogy Fálarisz bikája valóban létezett. Elbeszéli, hogy Himilkon Agrigento elfoglalása után a bikát Karthagóba küldte, Publius Cornelius Scipio Aemilianus Africanus azonban 260 évvel később, Karthago lerombolása után Agrigento polgárainak visszaadta. Fálarisz bikája Szamoszatai Lukianosznál két szatirikus dialógus részese, ebben a türannosz képviselőjét Delphoibe küldte, hogy az istennek ajánlja ezt a pokoli eszközt és a kegyetlen türannoszt igazságos férfiként állítja be. Az isten erre a pap száján keresztül az adományt istennek kedvesnek nyilvánítja.
Fálarisz halála is legendás. Állítólag Püthagorasz egyik példabeszéde miatt veszítette el életét. A nagy filozófus Fálarisz és a polgárok jelenlétében az emberek türannoszoktól való félelméről beszélve bebizonyította, mennyire alaptalan ez, ha például veszik a galambokat, melyek félelmükben menekülnek a héja elől, de amikor merészen ellene fordulnak, menekül a ragadozó. A példabeszéd oly mértékben feltüzelte a polgárok egyikét, hogy követ ragadott és a türannosz felé dobta. A többiek követték a példát és Fálariszt közösen megkövezték. Más legenda szerint a türannosz bukása után egyedül, vagy az anyjával együtt a bikában lelte tűzhalálát és ezt követően a kínzó eszközt a tengerbe dobták. Hogy aztán ezek a legendák megfelelnek-e a valóságnak, vagy pusztán a halála utáni kitalálások, megbízhatóan nem tisztázhatók. Minden változatban azonban közös, hogy azok a népnek nagy haragjáról szólnak, ami viszont jelzi uralmának kegyetlenségét.

## Fordítás
Ez a szócikk részben vagy egészben  a   Phalaris von Akragas című német Wikipédia-szócikk ezen változatának fordításán alapul.  Az eredeti cikk szerkesztőit annak laptörténete sorolja fel. Ez a jelzés csupán a megfogalmazás eredetét és a szerzői jogokat jelzi, nem szolgál a cikkben szereplő információk forrásmegjelöléseként.